# Nunziante (nome)
Nunziante  è un nome proprio di persona italiano maschile.

## Origine e diffusione

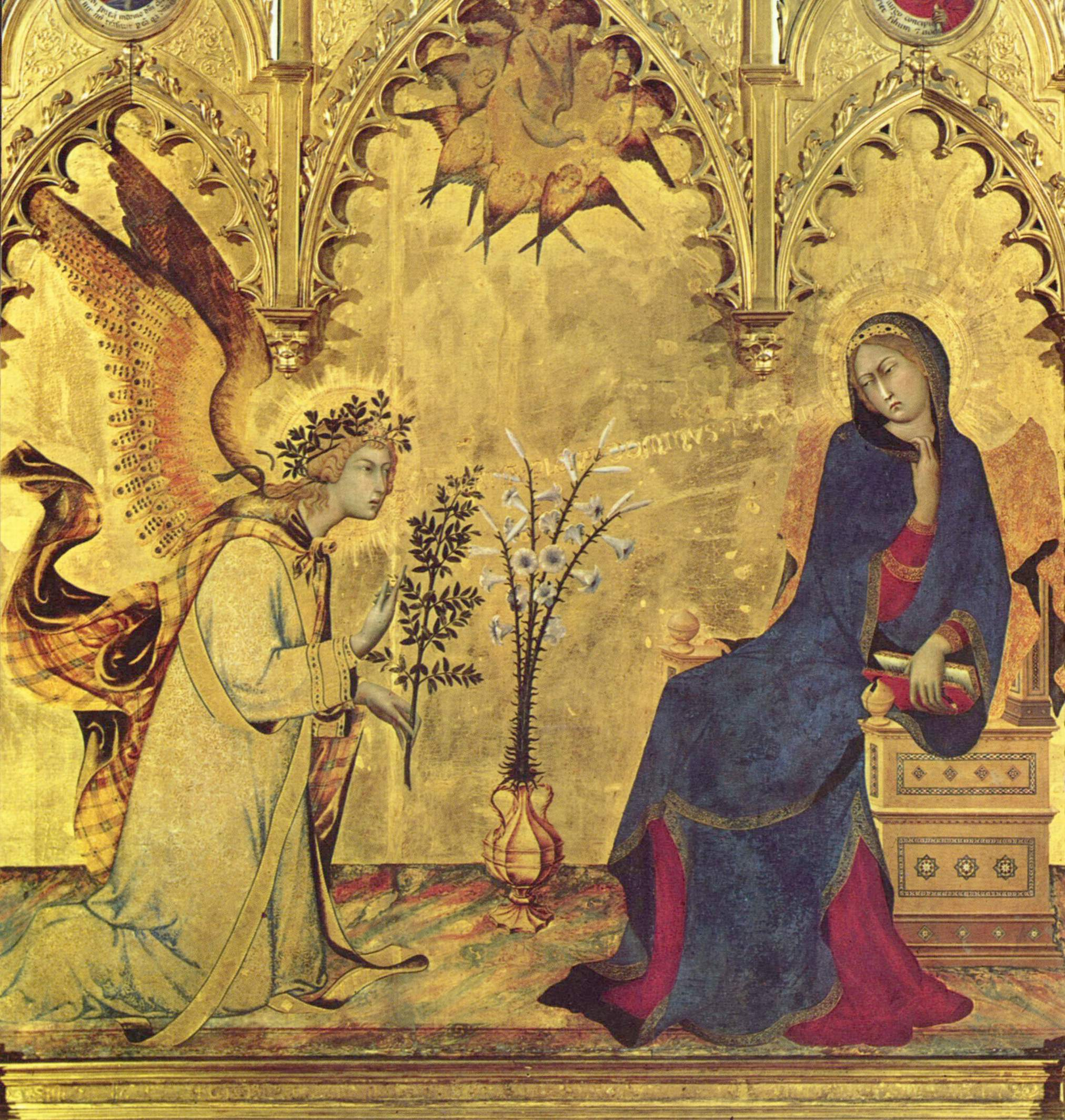
L'Annunciazione in un dipinto di Simone Martini

Nome particolarmente diffuso in Campania, e disperso per il resto nel Sud Italia, a volte usato anche al femminile; è ispirato, come Annunziata e Anunciación, all'evento biblico dell'annunciazione di Maria da parte dell'angelo Gabriele (etimologicamente, dall'arcaico termine italiano nunziante, dal verbo nunziare, in latino nuntiare, "annunciare").

## Onomastico
L'onomastico si può festeggiatre il 25 marzo per la festa dell'Annunciazione.

## Persone
- Nunziante Consiglio, politico italiano
- Nunziante Ippolito, ginecologo e anatomista italiano